# 三原昇
三原 昇（みはら のぼる、1964年2月24日 - ）は、神奈川県出身の元アマチュア野球選手（投手）。下手投げの好投手であった。

## 経歴
日本大学藤沢高校では同期の遠藤正史（日大 - NTT関東）と投の二本柱を組む。1980年秋季関東大会で準々決勝に進むが日立工に惜敗。翌1981年夏の県大会でも準決勝に進むが、山中博一、片平保彦、伊藤晃（のち日本ハム）を打の主軸とする横浜高に敗退し、甲子園には届かなかった。
1982年、亜細亜大学に進学。1年下の阿波野秀幸とともに主力投手として活躍する。東都大学野球リーグでは3年時の1984年春季リーグで優勝に貢献、最高殊勲選手（MVP）、ベストナインに選出される。直後の全日本大学野球選手権大会では決勝に進むが、同期3年西川佳明投手擁する法政大に延長11回法政2年山本貴のサヨナラ本塁打により3-×6で惜敗、準優勝にとどまる。また同年の日米大学野球選手権大会日本代表に阿波野とともに選ばれた。大学同期に古川慎一、鈴木慶裕がいる。
1986年に大学卒業後、東芝に入社。菊池総とともに投手陣の中心となり、1987年の都市対抗では決勝に進むが、ヤマハ・劉秋農、高久孝の継投の前に惜敗。翌1988年の都市対抗も決勝に進出。NTT東海に9回サヨナラ勝ちし優勝を飾る。この試合では勝利投手となった。1992年の日本選手権では、杉山賢人との二本柱で決勝に進出。プリンスホテルを降し2回目の優勝を飾る、同大会では最高殊勲選手に選ばれた。同年11月15日に神宮球場で行われた2年河原純一投手擁する駒澤大との第2回全日本アマチュア野球王座決定戦では先発、チームは9-4で勝利した。
1993年の都市対抗では同僚の須田喜照、谷口英功らとともに日本石油の補強選手となりフル回転、決勝で日本通運を破り優勝を果たしている。この試合でも勝利投手となった。翌1994年に10年連続出場を機として引退した。
現役引退後は、営業部に勤務。花巻東高等学校の臨時コーチとなり、菊池雄星、大谷翔平の臨時コーチも務めた。